# إزاسيو كاليخا
إزاسيو كاليخا (بالإسبانية: Isacio Calleja)، من مواليد 2 ديسمبر 1936 ، لاعب كرة قدم إسباني سابق.
لعب مع منتخب إسبانيا لكرة القدم.

## روابط خارجية
- إزاسيو كاليخا على موقع الاتحاد الدولي (مؤرشف)  (الإنجليزية)
- إزاسيو كاليخا على موقع قاعدة بيانات كرة القدم.إي يو (الإنجليزية)
- إزاسيو كاليخا على موقع ناشيونال فوتبول تيمز (الإنجليزية)